# Helena Casas
Helena Casas, née le 24 juillet 1988 à Vila-seca en Catalogne, est une coureuse cycliste espagnole. Spécialisée dans les épreuves de sprint sur piste, elle a représentée l'Espagne aux Jeux olympiques de 2016 à Rio.

## Palmarès sur piste

### Jeux olympiques
- Rio 2016
  - 7e de la vitesse par équipes (avec Tania Calvo)
  - 17e du keirin
  - 26e de la vitesse individuelle

### Championnats du monde
- Pruszków 2009
  - 20e du 500 mètres
- Ballerup 2010
  - 19e du 500 mètres
  - 26e de la vitesse
- Apeldoorn 2011
  - 10e de la vitesse par équipes (avec Tania Calvo)
- Melbourne 2012
  - 7e du scratch
  - 9e de la vitesse par équipes (avec Tania Calvo)
- Minsk 2013
  - 7e de la vitesse par équipes (avec Tania Calvo)
  - 9e du keirin
  - Éliminée en seizième de finale de la vitesse
- Cali 2014
  - 6e de la vitesse par équipes (avec Tania Calvo)
  - Éliminée en seizième de finale de la vitesse
  - Éliminée aux repêchages du keirin
- Saint-Quentin-en-Yvelines 2015
  - 7e de la vitesse par équipes (avec Tania Calvo)
  - Éliminée en seizième de finale de la vitesse
- Londres 2016
  - 8e de la vitesse par équipes (avec Tania Calvo)
  - 28e de la vitesse
- Hong Kong 2017
  - 7e de la vitesse par équipes[1]
  - 13e du keirin[2]
  - 14e du 500 mètres[3]
  - 27e de la vitesse individuelle (éliminée en 1/16e de finale)[4]
- Apeldoorn 2018
  - 9e de la vitesse par équipes[5]
  - 10e du keirin[6]
  - 13e du 500 mètres[7]
- Pruszków 2019
  - 9e de la vitesse par équipe[8]
  - 16e du 500 mètres
  - 19e du keirin (éliminée au premier tour)[9]
- Saint-Quentin-en-Yvelines 2022
  - 20e du 500 mètres
  - 29e de la vitesse individuelle

### Coupe du monde
- 2016-2017
  - 1re de la vitesse par équipes à Glasgow (avec Tania Calvo)
  - 1re de la vitesse par équipes à Apeldoorn (avec Tania Calvo)
  - 3e de la vitesse par équipes à Cali
- 2019-2020
  - 2e du keirin à Milton

### Coupe des nations
- 2021
  - 2e du 500 mètres à Hong Kong

### Championnats d'Europe
| Édition / Épreuve              | Keirin | Vitesse individuelle | Vitesse par équipes | Omnium sprint | 500 mètres |
| Alkmaar 2008                   |        |                      |                     | Bronze        |            |
| Saint-Quentin-en-Yvelines 2016 | 4e     | 6e                   | Argent              |               |            |
| Plovdiv 2020                   | Bronze |                      |                     |               |            |
| Munich 2022                    | 10e    | 17e                  |                     |               |            |
| Granges 2023                   | 8e     | 18e                  |                     |               | 18e        |

### Championnats nationaux
- Championne d'Espagne du 500 mètres en 2007, 2008, 2009, 2010, 2017, 2021, 2022, 2023 et 2024
- Championne d'Espagne du keirin en 2009, 2010, 2011, 2012, 2013, 2016, 2018, 2019, 2021, 2023 et 2024
- Championne d'Espagne de vitesse en 2007, 2008, 2009, 2010, 2012, 2013, 2014, 2016, 2017, 2021, 2022, 2023 et 2024
- Championne d'Espagne de vitesse par équipes en 2010, 2018, 2019, 2022 et 2023